# Obóz (wieś)
Obóz – wieś w Polsce położona w województwie kujawsko-pomorskim, w powiecie lipnowskim, w gminie Skępe.
W latach 1975–1998 miejscowość administracyjnie należała do województwa włocławskiego.